# Rychliki (gemeente)
De gemeente Rychliki is een landgemeente in het Poolse woiwodschap Ermland-Mazurië, in powiat Elbląski.
De gemeente bestaat uit 11 administratieve plaatsen solectwo: Jelonki, Kwietniewo, Lepno-Buczyniec, Marwica, Mokajmy, Protowo, Rejsyty, Rychliki, Śliwice, Święty Gaj, Wysoka.
De zetel van de gemeente is in Rychliki.
Op 30 juni 2004 telde de gemeente 4101 inwoners.

## Oppervlakte gegevens
In 2002 bedroeg de totale oppervlakte van gemeente Rychliki 131,66 km², waarvan:
- agrarisch gebied: 74%
- bossen: 17%

De gemeente beslaat 9,2% van de totale oppervlakte van de powiat.

## Demografie
Stand op 30 juni 2004:
| Omschrijving                   | Totaal | Totaal | Vrouwen | Vrouwen | Mannen | Mannen |
| ------------------------------ | ------ | ------ | ------- | ------- | ------ | ------ |
| eenheid                        | aantal | %      | aantal  | %       | aantal | %      |
| inwoners                       | 4101   | 100    | 2041    | 49,8    | 2060   | 50,2   |
| bevolkingsdichtheid (inw./km²) | 31,1   | 31,1   | 15,5    | 15,5    | 15,6   | 15,6   |

In 2002 bedroeg het gemiddelde inkomen per inwoner 1353,83 zł.

## Plaatsen zonder de statussołectwo
Barzyna, Budki, Dymnik, Dziśnity, Gołutowo, Grądowy Młyn, Jankowo, Kiersity, Krupin, Liszki, Marwica Wielka, Powodowo, Sójki, Świdy, Topolno Wielkie, Wopity

## Aangrenzende gemeenten
Dzierzgoń, Elbląg, Małdyty, Markusy, Pasłęk, Stary Dzierzgoń